# Torre Fernández
La Torre Fernández és una obra eclèctica de Cerdanyola del Vallès (Vallès Occidental) inclosa a l'Inventari del Patrimoni Arquitectònic de Catalunya.

## Descripció
Torre de planta quadrangular amb un gran jardí. Consta de planta baixa i un pis. L'estructura de l'edifici és de tipus simple, amb volum cúbic, façanes simètriques i obertures allindades, l'emmarcat dels quals és esglaonat a la planta i amb volutes al pis. La remodelació efectuada a inicis de segle li aportà fonamentalment una decoració clàssica estilitzada. El tractament de la façana d'accés és una bona mostra d'aquesta decoració clàssica (ús de pilastres, capitells jònics, frontó circulars, etc.).

## Història
Edifici bastit l'any 1900 que fou remodelat l'any 1920 mitjançant la utilització d'elements decoratius del vocabulari clàssic. (Datació per font).